# Kaleb

Wejście do grobu w Timnat-Serach uchodzącego za grób Kaleba.

Kaleb (hebr. כָּלֵב) – postać biblijna ze Starego Testamentu, syn Jefunnego, ojciec Ira, Eli, Naama i Aksy. Był członkiem izraelskiego pokolenia Judy, jedynym człowiekiem w wieku powyżej dwudziestu lat oprócz Jozuego, który w czasie czterdziestoletniej wędrówki do Kanaanu opisanej w Torze ani razu nie sprzeniewierzył się Bogu. Nagrodą za to był wstęp do Ziemi Obiecanej i przydział okolic Hebronu w dziedzictwo. Żył prawdopodobnie w XIII-XII wieku p.n.e. Biblia nie podaje żadnych informacji o jego śmierci. Według tradycji żydowskiej umarł w mieście Jozuego Timnat-Serach. Od Kaleba pochodzi ród Kalebitów.

## Pochodzenie
Biblia nazywa czasem Kaleba Kenizytą. Nie wiadomo jednak, czy pochodził on od plemienia Kenizytów, które prawdopodobnie zamieszkiwało niektóre części Arabii i Syrii. W tym przypadku musiałby zasymilować się z izraelskim pokoleniem Judy.  Nie wykluczone jednak, że był prawdziwym Hebrajczykiem mającym za przodka kogoś o imieniu Kenaz lub podobnym, od którego wzięła się nazwa rodu. Warto zwrócić uwagę na częste występowanie tego imienia w jego rodzinie: nosił je jego młodszy brat oraz wnuk.

## Znaczenie Kaleba dla społeczności Izraelitów
Niezależnie od pochodzenia Żydzi traktowali go jak jednego ze "swoich". Być może razem z resztą wywiadowców był jakby ich drugorzędnym przywódcą  po Mojżeszu i Aaronie lub należał do starszyzny. Mogą na to wskazywać słowa Księgi Liczb:
"<<Poślij ludzi, aby zbadali kraj Kanaan, który chcę dać synom Izraela. Wyślecie po jednym z
każdego pokolenia ich przodków, tych wszystkich, którzy są w nich książętami.>> Wysłał ich
więc Mojżesz zgodnie z rozkazem Pana z pustyni Paran, a byli ci mężowie wodzami Izraelitów".
(Lb 13, 2-3)
Jednak żaden wywiadowca nie był w swoim pokoleniu księciem.
Po śmierci Aarona Jahwe wyznaczył go za pośrednictwem Mojżesza jako jedną z dwunastu osób, które pomogą Jozuemu i kapłanowi Eleazarowi dokonać podziału Ziemi Obiecanej.

## Wywiad w Kanaanie

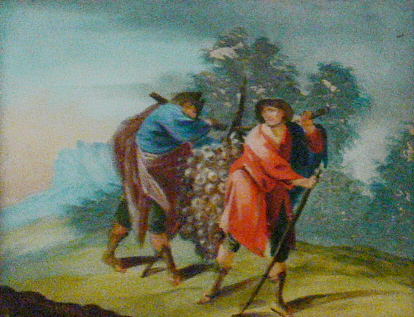
Kaleb i Jozue niosący winogrona

Gdy Kaleb miał 40 lat, Izraelici rozbili obóz w Kadesz-Barnea na pustyni Paran. Tam Pan nakazał Mojżeszowi wysłanie dwunastu ludzi (po jednym z każdego pokolenia) na zwiady do Kanaanu. Z plemienia Judy powołał Kaleba. Wywiadowcy badali kraj 40 dni. Widzieli w nim miasta obronne, które niektórym wydawały się nie do zdobycia i zebrali winogrona, granaty i figi. Po powrocie złożyli te owoce przed społecznością i zdali raport o Ziemi Obiecanej. Na wzmiankę o wielkich, obwarowanych miastach, lud burzył się. Kaleb próbował go uspokoić: zapewniał, że Bóg wyda kraj w ich "ręce". Wtedy inni wysłannicy zaczęli fantazjować mówiąc o olbrzymach – Anakitach zamieszkujących tamtejsze ziemie. Po tych słowach Izraelici zbuntowali się jeszcze bardziej. Padały nawet pomysły, by wrócić do Egiptu. Z wywiadowców jedynie Kaleb i Jozue (reprezentujący pokolenie Efraima) rozgłaszali prawdziwe wiadomości o Kanaanie. Społeczność nie wierzyła im i chciała ich za to ukamienować. Powstrzymał ją przed tym Jahwe ukazujący się nad Namiotem Spotkania, zapewne pod postacią obłoku. Potem wszyscy zwiadowcy, oprócz Jozuego i Kaleba, zmarli nagłą śmiercią.

## "Przepustka" do Ziemi Obiecanej
Gdy po tych wydarzeniach Bóg przebaczył Izraelitom, oni nadal szemrali przeciw Niemu. Wtedy Jahwe oznajmił Mojżeszowi i Aaronowi, że opuści ich na 40 lat, ponieważ jeden dzień, w którym badali Kanaan, zamieni się w rok. W ciągu tego czasu wszyscy ludzie w wieku ponad 20 lat, którzy ciągle wystawiali Go na próbę, pomrą na pustyni i nie wejdą do Ziemi Obiecanej. Śmierć ominie jedynie Kaleba i Jozuego, gdyż oni okazali Mu pełne posłuszeństwo.
Wkrótce Mojżesz z Aaronem sami zawinili przeciw Bogu podczas cudu wyprowadzenia wody ze skały Meriba. Im Jahwe też przepowiedział zgon. Wtedy jedynymi dorosłymi Żydami, całkowicie nieugiętymi wobec Pana, pozostali tylko Jozue i Kaleb. Gdy po 40 latach weszli do Kanaanu, ten drugi mógł być najstarszym człowiekiem w Izraelu.

## Dział Kalebitów
W Ziemi Obiecanej Kaleb przyszedł do Jozuego z prośbą o przydzielenie mu w dziedzictwo Hebronu (wtedy Kiriat-Arba). Mimo podeszłego wieku czuł się dobrze, mówił o sobie:
”Obecnie mam 85 lat, lecz jeszcze dziś jestem silny jak w owym dniu, gdy mnie Mojżesz wysłał.
Jak dawniej, tak i dzisiaj mam tę samą siłę, aby walczyć, aby wyruszyć naprzód lub wrócić.” (Joz 14, 10-12)
Jozue pobłogosławił mu i oddał ziemię zgodnie z życzeniem. Kaleb podbił Hebron, a stamtąd ruszył na Kiriat-Sefer, czyli Debir. Temu kto zdobędzie miasto obiecał swoją córkę, Aksę za żonę. Dokonał tego jego bratanek Otniel, późniejszy sędzia. Aksa poprosiła jeszcze ojca, żeby oprócz ziemi Negeb, dał jej źródła wód. Kaleb zgodził się na to. Terytorium Kalebitów otoczone było działem potomków Judy.

## Inne imię Kaleb w Biblii
Pierwsza Księga Kronik  mówi o synu Chesrona,  który też miał na imię Kaleb. Może tu chodzić o tego samego Kaleba, lecz w tym przypadku Chesron musiałoby być odmienną formą imienia Jefunne, albo wyraz ”syn”  miałby tu oznaczać  ”potomek”. Ponadto nie pochodziłby wtedy od ludu Kenizytów, lecz od Izraelitów, a tu z kolei nie byłby potomkiem żadnego Keniza lub Kenaza, gdyż linia od Judy do Niego układałaby się następująco: Juda – Peres – Chesron – Kaleb. Nie zgadzają się też synowie. Jedyną rzeczą, która powtarza się w obu przypadkach, jest imię córki – Aksa.